# Mbengue (Édéa)
Pour les articles homonymes, voir Mbengue.
Mbengue est un village de la Région du Littoral du Cameroun, situé dans la commune d'Édéa Ier. Il est situé à 8 km d'Edéa, sur la voie ferrée qui lie Edéa à Makondo et à Yaoundé.

## Population et développement
En 1967, la population de Mbengue était de 134 habitants. La population de Mbengue était de 275 habitants dont 153 hommes et 122 femmes, lors du recensement de 2005. Elle est essentiellement composée de Bakoko. 